# Georg von Boddien
Georg von Boddien (* 8. März 1850 in Hannover; † 8. Dezember 1926 in Dresden) war ein deutscher Porträt- und Genremaler.

## Leben

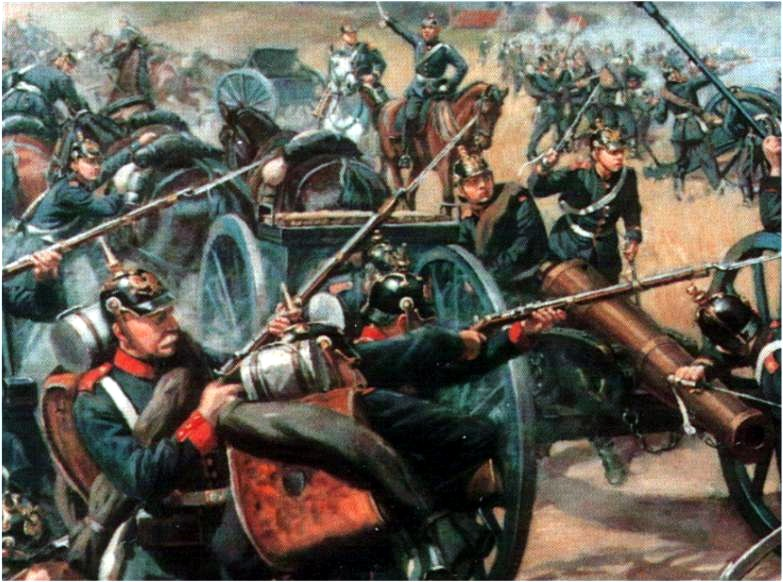
Preußische Artillerie in der Schlacht bei Langensalza

Boddien entstammte der hannoversch-mecklenburgischen Adelsfamilie Boddien und war ein Sohn des hannoverschen Generalmajors Leopold von Boddien (1809–1875) und dessen Ehefrau Helene, geborene Freiin von Krauchenberg (1823–1896), einer Tochter des hannoverschen Generalleutnants Georg von Krauchenberg (1776–1843).
Boddien lebte und arbeitete in Klein-Zschachwitz bei Dresden. Er erhielt eine militärische Ausbildung und diente, ebenso wie Fritz von Uhde, als Offizier im 2. Königlich Sächsisches Ulanen-Regiment Nr. 18. Er soll zudem mit Alfred Felix Graf von Luckner (1849–1902) befreundet gewesen sein. Er war für seine militärischen Alltagsszenen bekannt, darunter die Werke Appell, Artillerie im Schneegestöber, Quartiermacher und Reitertod. Bei den Porträts von Militärpersonen werden ein großes Reiterbildnis von König Georg von Sachsen und ein Halbporträt von dessen Sohn, König Friedrich August III., herausgestellt.
Von Boddien hielt sich 1879 bis 1880 in Rom auf. In den Jahren 1891, 1896 und 1906 nahm er an den Berliner Kunstausstellungen teil. In Dresden stellte er 1901 und 1906 aus.
Er heiratete am 28. Juli 1892 Franziska von Strombeck (1855–1931).